# Wolfgang Förster (Wohnbauforscher)
Wolfgang Förster (* 1953 in Wien) ist ein österreichischer Wohnbauforscher.

## Leben
Wolfgang Förster studierte in Wien und Graz Architektur. Er arbeitete ab den 1980er Jahren zum Kommunalen Wohnbau und baute für die Stadt Wien das Referat für Wohnbauforschung und Gebietsbetreuung auf, das er leitete. Von 1988 bis 2001 war er Prokurist beim Wohnfonds Wien.
Förster war Vorsitzender des Europäischen Wohnbauausschusses der Vereinten Nationen und Konsulent zu Wohnbau und Stadterneuerung in Ungarn, Syrien, Mauretanien und Ruanda.
Förster outete sich am 25. September 1979 in der ORF-Diskussionssendung Club 2 als Homosexueller. Er gründete mit anderen Personen im Jahr 1979 den Verein HOSI.
Förster erlitt 2013 einen Schlaganfall und gebraucht einen Rollstuhl. 2025 trat er der KPÖ bei und schrieb zur Wien-Wahl 2025 ein Wohnprogramm.

## Anerkennungen
- 2015 Goldenes Verdienstzeichen des Landes Wien durch Wohnbaustadtrat Michael Ludwig[3]

## Publikationen
- mit Klaus Novy: Einfach bauen. Genossenschaftliche Selbsthilfe nach der Jahrhundertwende. Zur Rekonstruktion der Wiener Siedlerbewegung. Mit zusätzlichen Textbeiträgen von Wilfried Posch und Dietrich Worbs, Geschichte 1918–1934, Verein für Moderne Kommunalpolitik, Picus Verlag, Wien 1991, ISBN 978-3-85452-115-0.
- Harry Seidler. Sozialer Wohnungsbau – innovative Architektur. Social housing – innovative architecture. Sozialer Wohnungsbau, Wohnpark Neue Donau Wien, Prestel Verlag, München 2002, ISBN 978-3-7913-2703-7.
- mit Astrid Kratschmann, Chris Moquet: Housing glossary. Wohnungswesen. FGW-Forschungsgesellschaft für Wohnen, Bauen und Planen, Wien 2005, ISBN 978-3-902047-32-8.
- Housing in the 20th and 21st centuries. Wohnen im 20. und 21. Jahrhundert. Wohnungsbau, Geschichte 1920–2006, Prestel Verlag, München 2006, ISBN 978-3-7913-3529-2.
- mit Susanne Peutl: POSEIDON. Eine europäische Reise. Stadtteilarbeit, Soziale Integration, Raumplanung, Picus Verlag, Wien 2008, ISBN 978-3-85452-130-3.
- Die Zerstörung des Puppenhauses. Fiktionale Darstellung, Vindobona, München 2017, ISBN 978-3-946810-10-0.
- 2000 Jahre Wohnen in Wien. Vom keltischen Oppidum bis zum Wohnquartier der Zukunft. Wohnen als Sozialgeschichte. 2000 years of housing in Vienna. From the Celtic oppidum to the residential area of the future. Housing as social history. Jovis Verlag, Berlin 2020, ISBN 978-3-86859-661-8.